# Aleksandr Víktorovitx Zataiévitx
Aleksandr Víktorovitx Zataiévitx   (Bólkhov, 8 de març de 1869 (Julià) - Moscou, 6 de desembre de 1936), rus: Александр Викторович Затае́вич, fou un músic i compositor rus de l'era soviètica.

## Biografia
Després de ser acomiadat del cos de cadets d'Oriol el 1886, Satayevich va ser enviat a Plottskov per servir a l'exèrcit imperial rus. Va utilitzar el seu temps lliure per estudiar i conservar la música local. El 1896 es va familiaritzar amb Serguei Rakhmàninov, que estava interessat en les cançons de Zataiévitx i es va ocupar de la seva publicació. Rachmaninoff també li va dedicar els Sis moments musicals (op. 16) per a piano.
De 1904-1915 Satayevich va servir a Varsòvia. Va escriure més de 1000 articles i ressenyes sobre les produccions de compositors i músics polonesos, russos i d'Europa occidental per al diari Dziennik Warszawski. També va escriure sobre el folklore polonès. Va ser membre del Consell del Conservatori de Varsòvia.
Després de la Revolució d'Octubre de 1917, Zataiévitx va viure a Orenburg i el 1920 s'hi establi definitivament. El focus del seu treball era la col·lecció sistemàtica de cançons i melodies de la música popular kazakh. Finalment, la seva col·lecció constava de més de 2.300 peces. Va publicar una antologia de 1000 cançons del poble kazakh i un altre volum de 500 kuis i cançons kazakhes (1931). En la seva obra, va mostrar per primera vegada allò que tenia d'especial en les obres dels compositors kazakhs Abaj Kunanbajev, Qurmanghasy Saghyrbajuly i altres. Va ser un dels fundadors de la música de piano kazakh.
A cadascuna de les ciutats d'Öskemen, Nur-Sultan i Alma-Ata, i a un carrer que porta el nom de Zataiévitx.

## Guardons
- Artista popular de la República Socialista Soviètica del Kazakhstan (1923)